# Charles Woodcock

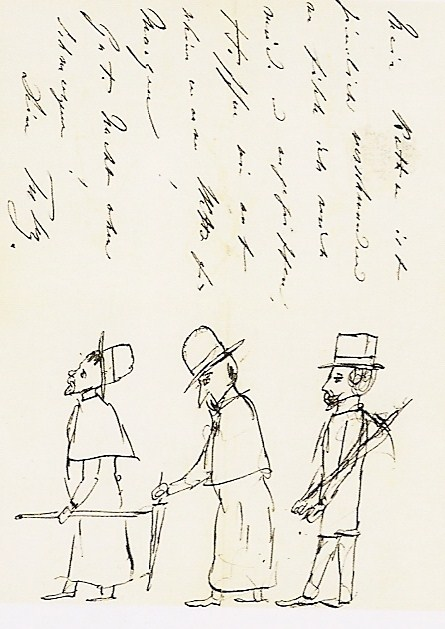
Carta del rey Carlos I de Wurtemberg a Charles Woodcock

Charles Burger Woodcock, nombrado Freiherr Woodcock-Savage, más tarde Charles Woodcock-Savage (1 de mayo de 1850 — 26 de junio de 1923), de Nueva York, consiguió fama como el amante del rey Carlos I de Wurtemberg, algunas décadas mayor que él.
Charles Woodcock nació en la ciudad de Nueva York, hijo de Jonas Gurnee Woodcock (1822-1908) y Sarah Savage Woodcock (1824-1893). Fue al extranjero a estudiar y encontró trabajo como chambelán en la corte de Carlos I de Wurtemberg, donde se convirtió en favorito del rey, que había tenido varios favoritos anteriores. En 1888, Carlos nombró a Woodcock «Freiherr Woodcock-Savage», creando un escándalo que envió de vuelta a Woodcock a Nueva York en 1890. En Nueva York adoptó el apellido «Savage».
En junio de 1894, Charles B. Woodcock-Savage se casó con una viuda, Henrietta Knebel Staples, con cuatro hijos. El 19 de junio de 1897, todos los hijos (Joseph, Harry, Herbert y Leslie Curtis) cambiaron legalmente su apellido por el de Savage. Leslie Curtis también cambió su nombre por el de Charles.

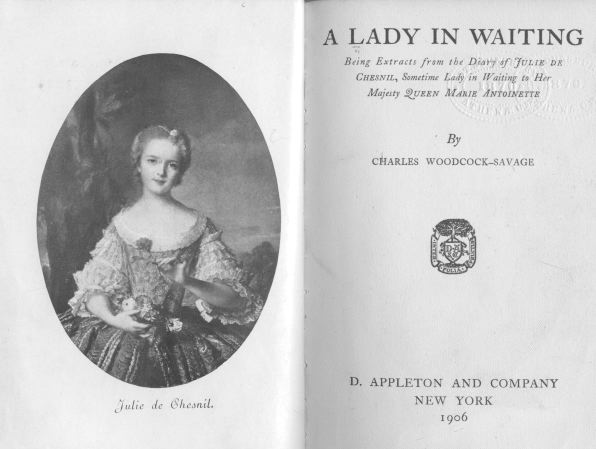
A Lady in Waiting: Being extracts from the diary of Julie de Chesnil, sometime lady-in-waiting to her Majesty, Queen Marie Antoinette (New York: D. Appleton & Company, 1906).

En 1906, Charles Woodcock-Savage publicó A Lady in Waiting: Being extracts from the diary of Julie de Chesnil, sometime lady in waiting to her Majesty, Queen Marie Antoinette («Una dama de honor: extractos del diario de Julie de Chesnil, dama de honor de Su Majestad, la Reina María Antonieta»). Lo dedicó a «Un alma noble que conocí y al que lloro». El rey había muerto en 1891. El relato del encuentro apareció casualmente en unas páginas amarillentas guardadas bajo llave en un cajón secreto de una vitrina de estilo Luis XVI vendida en una subasta en el Hôtel Drouot y comprada por el buen amigo de los días de París del traductor, un esteta, que da permiso para publicarlos. Las memorias relatadas son de hecho una seudoautobiografía de forma novelada.